# L'Effaceur (bande dessinée)
Pour les articles homonymes, voir L'Effaceur.
L'Effaceur est une série de bande dessinée humoristique dessinée par Henri Jenfèvre et écrite par Hervé Richez. Chaque album présente une série de gags en une planche.

## Présentation de la série
Steel O. Reynolds est un tueur à gages. Il est engagé par contrat pour tuer des personnes. Sa règle de base est « Jamais de témoins » et sa devise « Clients et victimes, même satisfaction. » Chef d'entreprise (la Eraser limited), il est assisté de Quentin Cantino et d'une secrétaire, Virginia. Il a toute une gamme de forfaits au service de ses clients. Il chausse des lunettes fumées. Souvent gaffeur, il est prêt à tout pour honorer ses contrats.